# Cygnus (navă spațială)
Cygnus (în latină lebădă) este o navă spațială destinată transportării automatizate de mărfuri către SSI; aceasta este dezvoltată de către Orbital Sciences Corporation, ca parte a programei comerciale de servicii de transport orbital al NASA. 
Cygnus este lansată cu ajutorul rachetei Antares și este proiectată pentru a transporta provizii pentru Stația Spațială Internațională (SSI), ca urmare a retragerii (2011) programei Space Shuttle. Cu navele spațiale Cygnus și SpaceX Dragon, NASA încearcă să sporească parteneriatele cu industria aviatică și aeronautică comercială internă, semnând în acest sens un contract de 1,9 mlrd. $ cu Orbital Sciences Corp. pentru realizarea mai multor zboruri comercial-marfare până în 2016.
La 28 octombrie 2014, racheta-lansatoare Antares a explodat imediat după decolare, distrugând complet și nava fără pilot Cygnus aflată la bord, dar și provocând daune lansatorului Orb.0 aflat în portul spațial regional din mijlocul Atlanticului. Este prima lansare pe timp de noapte a rachetei și a treia misiune de aprovizionare a Cygnus spre Stația Spațială Internațională.  